# شوبینکا (شهرستان رودینسکی، سرزمین آلتای)
شوبینکا (به لاتین: Shubinka) یک منطقهٔ مسکونی در روسیه است که در سرزمین آلتای واقع شده‌است.